# 七十三公忠義廟
24°52′05″N 121°12′22″E / 24.868008°N 121.206024°E
七十三公忠義廟，是位於臺灣桃園市龍潭區凌雲里的義民廟，祭祀乙未戰爭在當地死亡的七十三名客家義軍。

## 由來
1895年7月，日軍山根信成少將率軍夾攻龍潭，遭到義民首領胡嘉猷抵抗，發生安平鎮之役、龍潭陂之役。後，義軍不敵，轉進關西、新埔一帶，其中魏阿盛等七十五人在龍潭竹窩子被日軍逮捕處死七十三人。當時死亡者有名字可考者共有六十六員，七員姓名不詳。僅有黃任義重傷裝死、以及日軍留下最年輕的胡玉山以埋葬遺骸。
按2011年秋祭時報導，凌雲村社區發展協會理事長彭李琳說明該些死亡人員平均不到三旬，後代逃亡各地，至今只追蹤到三十三員的後代。他們的遺孀結伴逃亡到今石門水庫附近樹林，為防止台灣原住民出草獵首，只好將嬰兒勒死，避免啼哭洩漏行蹤，以保眾人安全。六旬的盧金煌表示祖父逃到南投縣神木村落腳；五十七歲的黃清順自述曾祖父黃水鳳是七十三公之一，祖父跟著同村的成人逃到台東當童工。

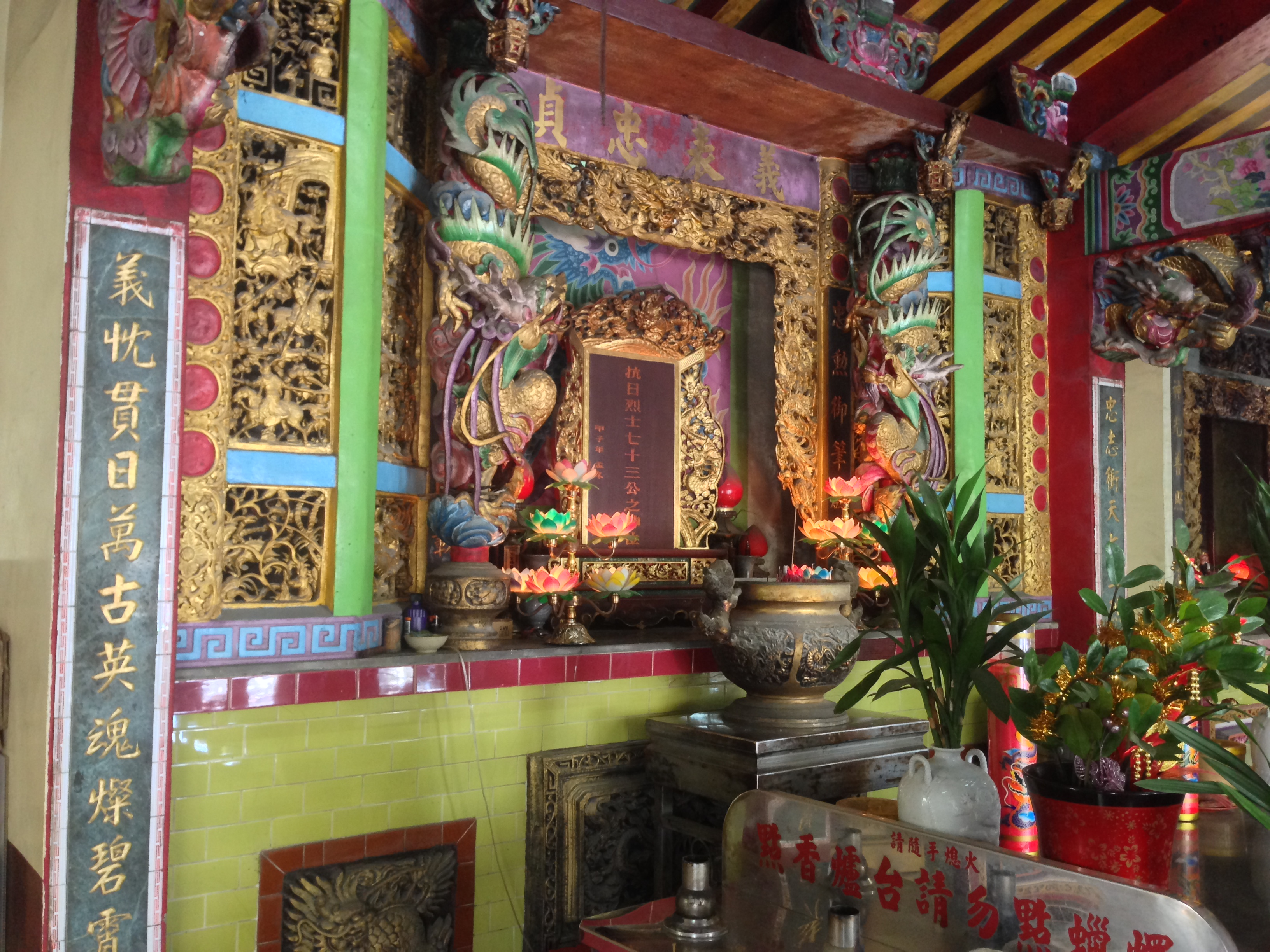
牌位

## 沿革
1970年代年初，由地方人士發起重建義軍墳墓。1973年，鄉民代表吳祥蒸發起重建七十三公忠烈塔，廟身於1983年6月6日完成。
廟身位在聖亭路133巷。2002年秋祭時，鄉代會副主席徐玉樹、鄉代蔡達雄發現廟後的墓碑已被風化侵蝕殆盡。2016年春祭時，桃園市長鄭文燦見到石碑上只能見到「考」字，遂計畫修復。他允諾請桃園市政府客家事務局修復，以及協助忠義廟舉辦相關活動。

## 祭祀
以每年公曆3月29日青年節春祭、10月25日台灣光復節秋祭，後來配合假期改為3月和10月底最後一個周日。在3月29日春祭時，廟方也會舉行閹雞比賽。在2011年報導時，為龍潭鄉公所唯一編列預算供祭祖儀式的廟宇。
一些血氣方剛的青少年也會相約在此廟前焚香誓師，以凝聚組織。